# 桂福点
桂 福点（かつら ふくてん、1968年3月23日 - ）は兵庫県川西市出身の落語家。本名∶桝川 明。

## 来歴・人物
- 大阪芸術大学卒業後、バンド「お気楽一座」を結成。
- 1996年に4代目桂福団治に入門。宇宙亭MAKA、音楽亭MAKAを経て2009年9月に桂福点を襲名。
- 全盲である。先天性緑内障で生後すぐに手術をしたが、右目を失明した。左目も高校生のときに見えなくなった。視覚障害者の噺家の一人として師匠福団治と共にバリアフリー落語に取り組む他、音楽療法にも力を入れている。

2018年平昌オリンピック及び平昌パラリンピックではNHKのユニバーサル放送に参加（『みんなで応援!ピョンチャン2018オリンピック』及び『みんなで応援!ピョンチャン2018パラリンピック』への出演及び障害者向け副音声実況に聞き手として出演）。
株式会社七福神所属

## 出演

### 映画
- まぜこぜ一座殺人事件（2024年10月18日公開予定）[2]